# Cmentarz Sychowski
Cmentarz Sichowski we Lwowie (ukr. Сихівський цвинтар) – cmentarz w rejonie lwowskim w obwodzie lwowskim, na wschód od wsi Pasieki Zubrzyckie, sąsiaduje z południowo-wschodnią częścią Lwowa.
Cmentarz Sichowski jest nazywany nowym, ponieważ powstał po 1970, gdy zamknięto dla pochówków teren starego cmentarza katolickiego, a rozwój rejonu sichowskiego wymusił zlokalizowanie w pobliżu miejsc pochówku dla jego mieszkańców. Nekropolia posiada charakter komunalny, w 2007 jej obszar powiększono o 7,5 ha, obecnie zajmuje łącznie 19,7 ha. Jej dalszy rozwój jest ograniczany przez samorząd Pasiek Zubrzyckich, który upatruje w tym negatywny wpływ na otoczenie, wartość ziemi i zagrożenie sanitarne. 
Dojazd do Cmentarza Sichowskiego zapewnia linia trolejbusowa nr. 11.